# MG 08
Maschinengewehr 08 eller blot MG 08 eller Spandau 08 er et tysk maskingevær, der var Det tyske kejserriges hærs standard maskingevær under 1. verdenskrig. Maskingeværet var en videreudvikling af Hiram S. Maxims Maxim maskingevær fra 1884. Maskingeværet blev fremstillet i en række varianter under 1. verdenskrig og blev tillige benyttet af tyske infanteridivisioner under 2. verdenskrig. 
MG 08 var som Maxims gevær vandkølet. 
MG 08 blev eksporteret til flere lande, og blev bl.a. anvendt af Osmannerrigets hær under 1. verdenskrig. 
| Militær | Spire Denne artikel om militær er en spire som bør udbygges. Du er velkommen til at hjælpe Wikipedia ved at udvide den. |